# Seeschlacht von Beachy Head
Philippsburg – Koblenz – Walcourt – Bantry Bay – Mainz – Bonn – Fleurus – Beachy Head – Boyne – Staffarda – Québec – Mons – Cuneo – Leuze – Aughrim – Barfleur/La Hougue – Namur 1 – Steenkerke – Lagos – Neerwinden – Marsaglia – Charleroi – Torroella – Camaret – Texel – Sant Esteve d'en Bas – Gerona – Dixmuyen – Namur 2 – Brüssel –  Ath – Cartagena – Barcelona
Die Seeschlacht von Beachy Head (englisch Battle of Beachy Head, französisch Bataille du cap Béveziers, niederländisch Slag bij Beachy Head oder Slag bij Bevesier), vor East Sussex und der englischen Kanalküste, fand am 30. Junijul. / 10. Juli 1690greg. zwischen französischen Flotten auf der einen und den Flotten der verbündeten Niederländer und Engländer auf der anderen Seite während des Krieges der großen Allianz (auch Pfälzischer Erbfolgekrieg oder Neunjähriger Krieg genannt) statt. Sie endete mit einem französischen Sieg. Allerdings führte sie nicht zu einer dauerhaften Vorherrschaft über den Ärmelkanal.

## Vorgeschichte

Kartenüberblick

Der französische Admiral Tourville hatte den Befehl, die gegnerische Flotte zu vernichten und eine Landung in England vorzubereiten. Am 23. Juni 1690 verließ die französische Flotte Brest. Sie bestand aus etwa 70 Linienschiffen und 18 Brandern (Schiffe, die zur Inbrandsetzung gegnerischer Schiffe vorbereitet waren). Dies war die stärkste Flotte, die Frankreich je ausgesandt hatte. 
Die Ausrüstung der Engländer und Niederländer wurde erst spät begonnen und außerdem lagen ihre Schiffe verstreut. Daher war die verbündete Flotte deutlich schwächer. Die Verbündeten verfügten über 57 Linienschiffe und 11 Brander. Davon gehörten 22 Schiffe den Niederländern, die unter Admiral Cornelis Evertsen die Vorhut bildeten. Gesamtbefehlshaber war der englische Admiral Arthur Herbert, 1. Earl of Torrington. 
Die verbündete Flotte war kaum vorbereitet und erfuhr erst kurz vor der Begegnung mit den Franzosen von deren Annäherung. Der englische Admiral versuchte noch vor dem übermächtigen Gegner nach Osten auszuweichen. 
Am 3. Juli hatten die Flotten erstmals Sichtkontakt. Fehlender Wind verhinderte aber mehrere Tage eine Schlacht. Da man in London die Stärke des Gegners völlig falsch einschätzte, traf bei der Flotte am 9. Juli der Befehl ein, die französische Flotte anzugreifen und aus den englischen Gewässern zu vertreiben.

## Verlauf
Am 10. Juli herrschte ein günstiger Nordostwind, und der englische Admiral befahl, eine Kiellinie zu bilden und auf die französische Flotte zuzufahren. Beide Flotten waren in drei Geschwader Vorhut, Mitte und Nachhut unterteilt. Die Geschwader der Verbündeten griffen ihre jeweiligen Pendants auf französischer Seite an. 
Der holländische Admiral Evertsen fuhr mit seinem Geschwader zum Nahkampf dicht an den Gegner heran und ließ um 9 Uhr das Feuer eröffnen. Um 9 Uhr 30 folgte die Nachhut. Das mittlere Geschwader unter dem englischen Admiral Lord Torrington hielt jedoch Abstand zum Gegner, wodurch eine Lücke zu den beiden anderen Geschwadern entstand. Er hielt sich auch später entfernt vom Gegner. Der englische Admiral wurde wegen seiner Zurückhaltung später angeklagt, aber freigesprochen.
Beim Gefecht der beiden Nachhutgeschwader standen 23 französische Schiffe 13 englischen gegenüber. Für die Engländer ließ sich das Gefecht recht günstig an, da einige französische Schiffe stark beschädigt wurden und aus dem Kampf ausschieden. Die Vorhutgeschwader waren mit jeweils 22 Schiffen gleich stark. Bereits beim Herannahen hatte aber die niederländische Flotte stark gelitten und wurde auch von Schiffen des mittleren Geschwaders angegriffen. Diese fuhren durch die erwähnte Lücke und konnten so die Niederländer auch von hinten angreifen. Nur mit Mühe gelang es dem niederländischen Admiral, seine Flotte vor der völligen Vernichtung zu bewahren. 
Um 3 Uhr schlief der Wind ein. Um 5 Uhr setzte die Ebbe ein. Admiral Evertsen befahl, mit stehenden Segeln die Anker zu werfen. Dem folgten auch die englischen Schiffe. Die Franzosen hatten das Manöver offenbar nicht durchschaut und trieben durch die Ebbeströmung ab. Als auch sie ankerten, war die gegnerische Flotte bereits außer Schussweite.

## Folgen
Ein Schiff der Verbündeten war von den Franzosen erobert worden, zahlreiche Schiffe der Vor- und Nachhut waren stark beschädigt. Verschiedene niederländische Schiffe waren entmastet und hielten sich nur noch knapp über Wasser. Als die Nacht hereinbrach, versuchten sich die Verbündeten in Sicherheit zu bringen. Aber gerade der Rückzug führte zu schweren Verlusten. Ein englisches und sechs niederländische Schiffe sanken oder wurden angezündet, damit sie dem Gegner nicht in die Hände fielen. 
Der französische Admiral verzichtete auf eine allgemeine Jagd und dadurch konnten die meisten englischen und niederländischen Schiffe entkommen. Die verbündete Flotte fiel über Wochen faktisch völlig aus. 
Die Franzosen versäumten es jedoch, die Herrschaft über den Ärmelkanal in dieser Zeit auszunutzen.